# Masłów (gmina)
Pour les articles homonymes, voir Masłów.
La gmina de Masłów est une commune rurale de la voïvodie de Sainte-Croix et du powiat de Kielce. Elle s'étend sur 86,27 km2 et comptait 9 595 habitants en 2006. Son siège est le village de Masłów qui se situe à environ 9 kilomètres à l'est de Kielce.

## Villages
La gmina de Masłów comprend les villages et localités d'Ameliówka, Barcza, Brzezinki, Ciekoty, Dąbrowa, Dolina Marczakowa, Domaszowice, Mąchocice Kapitulne, Mąchocice-Scholasteria, Masłów, Masłów Drugi, Wiśniówka et Wola Kopcowa.

## Villes et gminy voisines
La gmina de Masłów est voisine de la ville de Kielce et des gminy de Bodzentyn, Górno, Łączna, Miedziana Góra et Zagnańsk.

## Points d'intérêt
- Cimetière du choléra de Świnia Góra